# 東雲ジャンクション

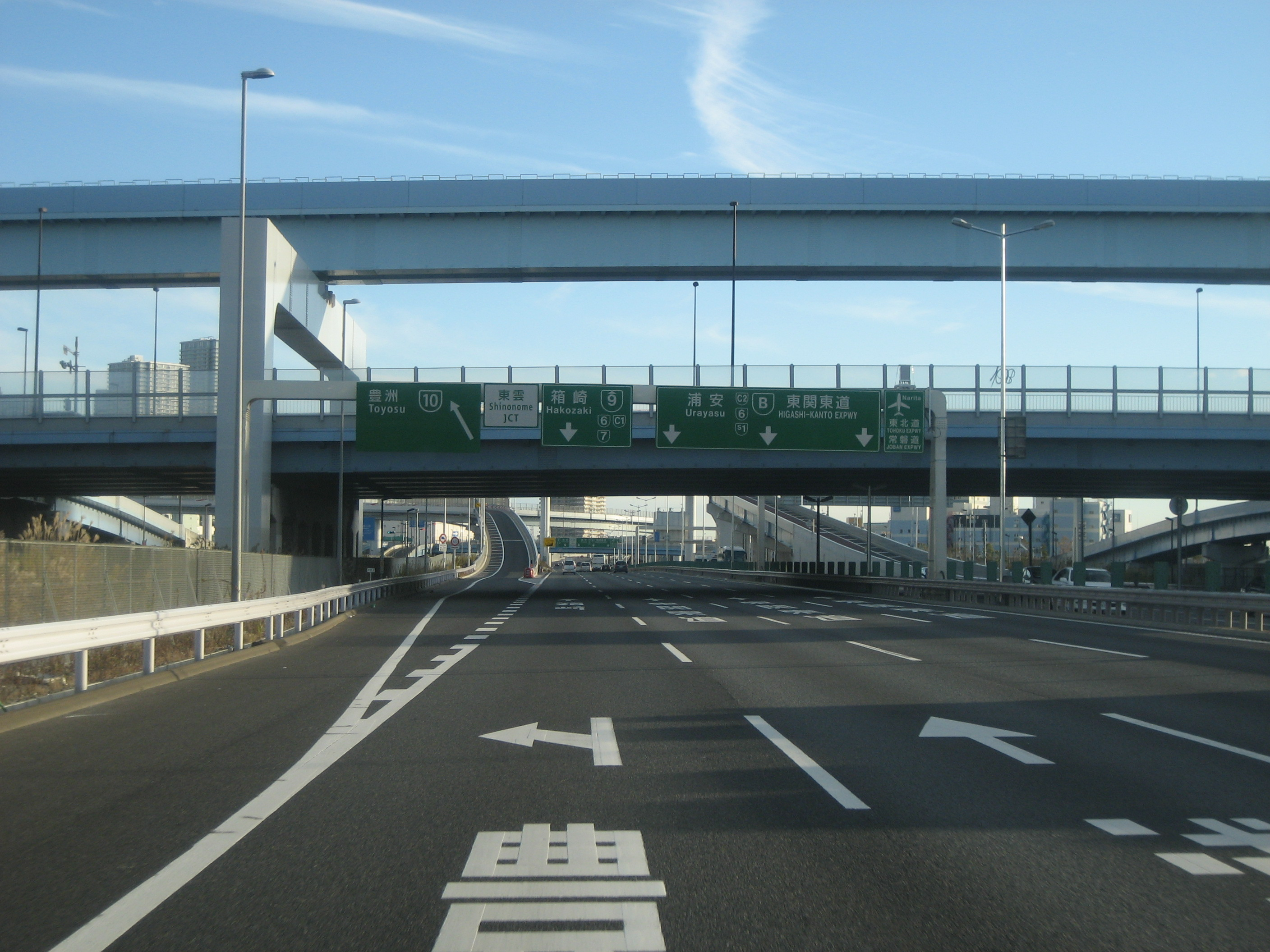
湾岸線東行き方面分岐

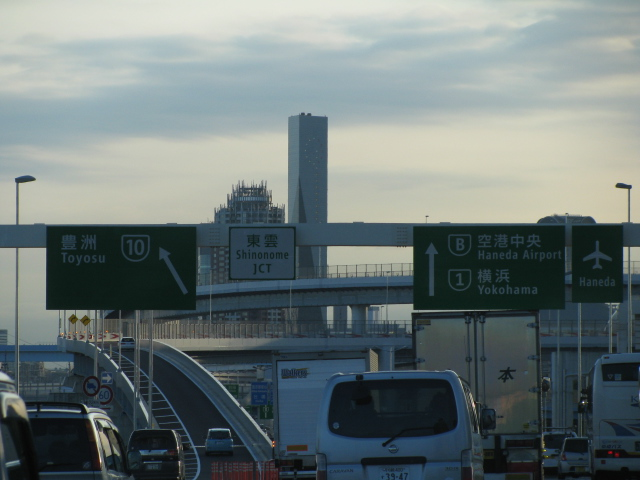
湾岸線西行き方面分岐

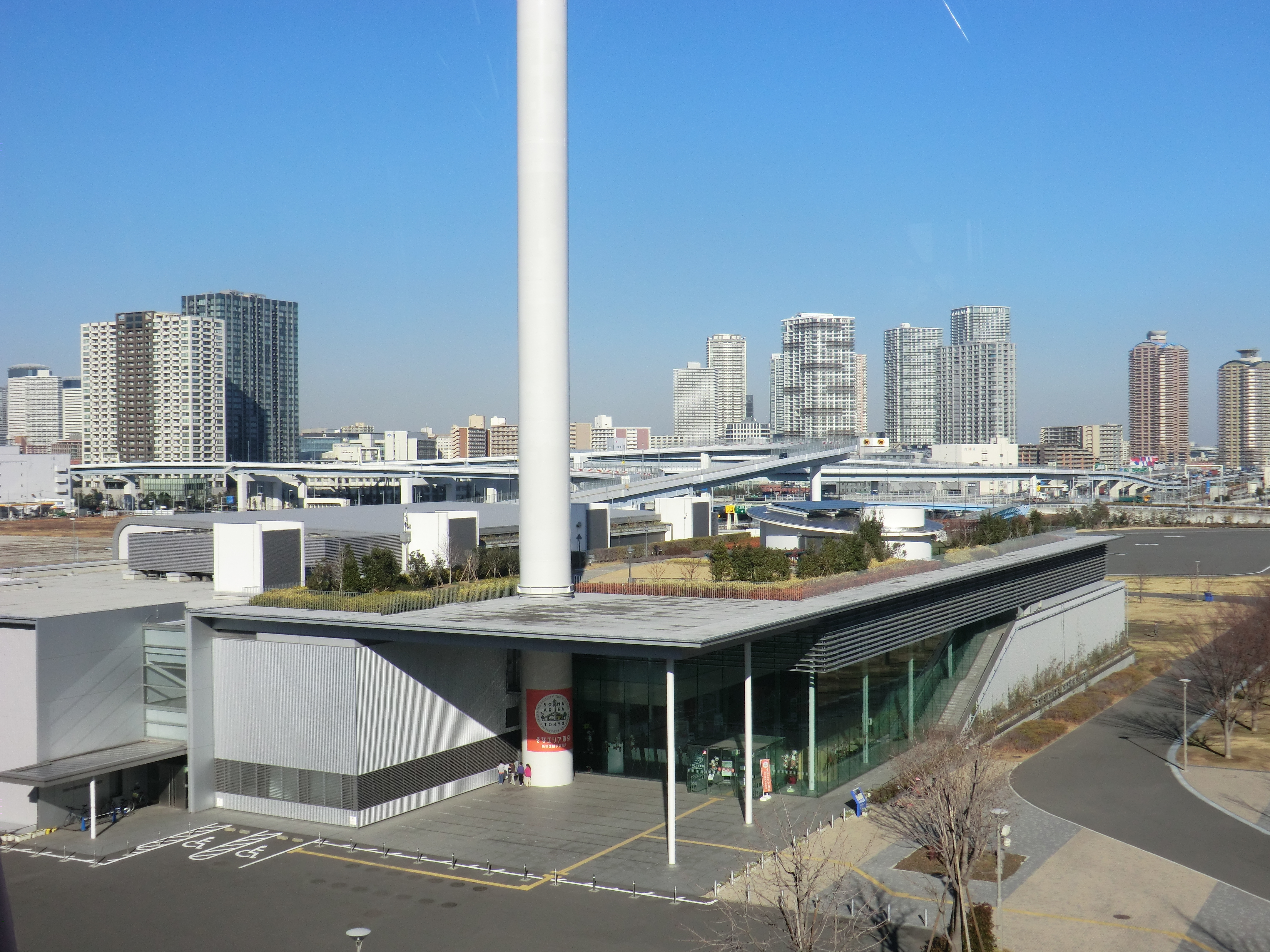
ゆりかもめ有明駅付近から見えるジャンクション全体（2013年12月）

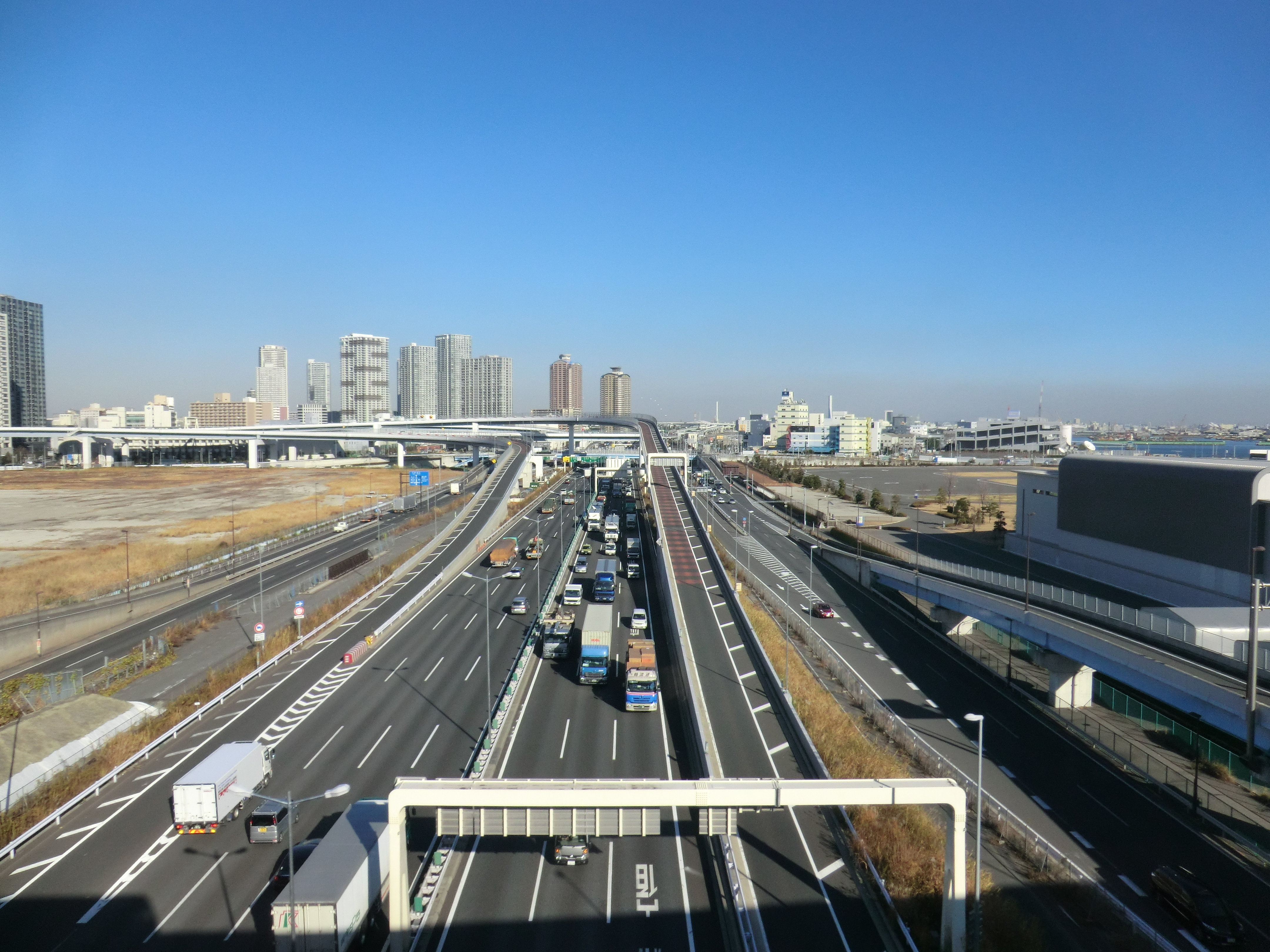
千葉県方向へ神奈川県方向から望む（2013年12月）

東雲ジャンクション（しののめジャンクション）は、東京都江東区にある、首都高速道路の湾岸線と10号晴海線を結ぶジャンクションである。2009年（平成21年）2月11日に供用開始。
名称に「東雲」を冠してはいるが、実際の所在地はその隣の有明であり、計画中の仮称も「有明東ジャンクション」だった。

## 連絡している路線
首都高速道路
湾岸線⇔10号晴海線

## 隣
首都高速湾岸線
(B22)臨海副都心出入口 - 有明JCT - 東雲JCT - (B23)有明出入口 - 辰巳JCT - (B24,B25)新木場出入口
首都高速10号晴海線
(1004)豊洲出入口 - 東雲JCT
※晴海線⇔有明出入口の利用はできない。